# 馬丁斯維爾 (密西西比州)
馬丁斯維爾（英語：Martinsville）是位於美國密西西比州科派亞縣的非建制地區。

## 歷史
馬丁斯維爾的郵局於1868年設立，其後於1964年停運。

## 地理
馬丁斯維爾所處的海拔為高於海平面135米（即443英呎），而該地所採用的時區為UTC-6，即北美中部時區（CST）。同時該地設有夏令時間，為UTC-6調快一小時，即UTC-5（CDT）。